# ライアン・クルーザー
ライアン・クルーザー（Ryan Crouser、1992年12月18日 -）は、アメリカの陸上競技選手。砲丸投で屋外・室内ともに世界記録を樹立している。オリンピックでは2016年リオデジャネイロ大会、2020年東京大会、2024年パリ大会で3連覇を達成している。
2021年のオリンピック代表選考会で23m37をマーク、ランディー・バーンズが保持していた23m12の世界記録を31年ぶりに更新した。2023年には23ｍ56をマーク、自身が保持していた世界記録を19cm更新した。
2023年時点で22m以上の投擲を238回記録している。これは史上最多記録であり、歴代における22m以上のパフォーマンスの3分の1以上を占めている。

## 競技経歴

### 幼少期から大学生時代まで
クルーザーは1992年12月18日にオレゴン州ポートランドで生まれ、ボーリングで育った。小学5年生から陸上競技を始め、当初はやり投を専門としていた。投擲一家の出身であり、父親であるミッチ・クルーザーは1984年ロサンゼルスオリンピック円盤投の代表補欠選手だった。叔父のブライアン・クルーザーはやり投でオリンピックに二度出場し、もう一人の叔父のディーン・クルーザーは砲丸投で21m06の記録を持っている。従兄弟であるサム・クルーザーとヘイリー・クルーザーもやり投の選手であり、サムは83m33の記録を持っている。
オレゴン州グレシャムのサム・バーロウ高校に入学。2009年には、円盤投（1.62kg）で61m72 の高校2年生の全国記録を樹立した。同年に開催された世界ユース選手権に出場すると、砲丸投（5kg）では21m56の大会新記録をマークして金メダル、円盤投では銀メダルを獲得した。
高校生最終シーズンとなる2011年には、砲丸投（5.44kg）で23ｍ54の室内高校記録を樹立した。屋外では、円盤投（1.62kg）で72ｍ40の全国高校記録を樹立。 
2012年にテキサス大学オースティン校に入学、大学生活では砲丸投で4つのNCAAタイトルを獲得している。最初のタイトルは2013年（大学2年生時）のNCAA屋外選手権で、20m31を記録している。
2014年（大学3年生時）、NCAA室内選手権で21m21を投げて2度目のタイトルを獲得。同年の NCAA屋外選手権でも21m12 で優勝している。

### 2016年から2018年まで
2013年にレッドシャツを行使していたため、2016年の室内シーズンに大学5年生としての競技資格を得た。NCAA室内選手権では21m28で優勝、4度目のタイトルを獲得した。このシーズンに記録していた21m73により、2016年の世界室内ランキングでニュージーランドのトマス・ウォルシュに次ぐ2位に浮上した。
2016年の全米選手権では、自己ベストの22m11で優勝。初の国内タイトルを獲得し、2016年リオデジャネイロオリンピックの出場権を獲得した。
リオデジャネイロオリンピック決勝では22m52をマークして優勝、金メダルを獲得した。また、ウルフ・ティンマーマンが1988年ソウルオリンピックでマークしていた22m47を上回り、28年ぶりのオリンピック新記録となった。
2017年全米選手権では自己ベストとなる22m65で2連覇を達成するも、ロンドンで開催された世界選手権決勝では21m20の6位に終わった。
2018年の全米選手権では20m99で2位、コンチネンタルカップでは21m63で5位となっている。

### 2019年
3月には自己ベストを塗り替える22m74をマーク。当時の世界歴代6位であり、過去29年間における世界最高記録であった。7月の全米選手権では22m62で優勝、ドーハで開催される2019年世界陸上競技選手権大会の代表権を獲得した。
10月に行われた世界選手権決勝では、世界歴代5位タイ（当時）となる22m90を記録して銀メダルを獲得した。優勝したジョー・コヴァクスが22m91、3位のトマス・ウォルシュが22m90と、金メダルから銅メダルまでが1cm以内の差であり、またいずれもウェルナー・ギュンターの大会記録22m32を上回ったことから、国際陸上競技連盟からは「史上最もハイレベルで、史上最も接戦だった砲丸投の試合」と評されている。

### 2020年
新型コロナウイルスの流行により屋外でのシーズンインを7月まで見送るも、同月18日には世界歴代4位タイ（当時）となる22m91をマーク。
このシーズンは室内を含む11試合で22m以上を記録しており、また全ての試合で優勝している。

### 2021年
1月の世界室内ツアーでは22m82をマーク、ランディー・バーンズの22m66を塗り替えて32年ぶりに世界室内新記録を樹立した。
5月には世界歴代3位（当時）となる23m01をマーク。23m以上のパフォーマンスは自身初であり、史上3人目の23mスロワーとなった。
7月に行われた全米選手権では23m37をマークして優勝、ランディー・バーンズが31年間保持していた23m12を塗り替え、世界新記録となった。
8月の東京オリンピック決勝では、自身のオリンピック記録をさらに更新する23m30で金メダルを獲得、オリンピック2連覇を達成した。この大会では、6投全ての試技においてリオデジャネイロオリンピックで自身がマークしていた22m52の大会記録を上回っている（22m83 - 22m93 - 22m86 - 22m74 - 22m54 - 23m30）。

### 2022年
世界室内選手権では怪我の影響によって22m44に終わり、22m53をマークしたダーラン・ロマニ（ブラジル）に次ぐ銀メダルとなった。
全米選手権では23m12をマークして優勝、自国のオレゴン州ユージーンで開催される2022年世界陸上競技選手権大会の出場権を獲得した。
世界選手権決勝では22m94の大会新記録をマークして優勝、自身初となる世界タイトルを獲得した。2位のジョー・コヴァクス、3位のジョシュ・アウォトゥンデもアメリカ代表選手であり、砲丸投史上初のアメリカ勢による表彰台独占となった。

### 2023年
ターン始動時、左足にステップを加える「クルーザースライド」と呼ばれる独自の技術を導入。
5月に行われたロサンゼルスグランプリでは23m56の世界新記録をマーク。2021年の23m37に続いて、自身二度目の世界記録更新となった。
全米選手権では22m86をマークして優勝、ブダペストで開催される2023年世界陸上競技選手権大会の出場権を獲得した。
ブダペストへの出発前、ふくらはぎから2カ所の血栓が見つかるも出場を決行。
世界選手権決勝では23m51の大会新記録をマークして優勝、2連覇を達成した。22m34をマークして銀メダルを獲得したレオナルド・ファブリ（イタリア）とは、大会史上最大の記録差となる1m17cmを離している。

### 2024年
世界室内選手権では22m77の大会新記録をマーク、同大会における初優勝を果たした。
パリオリンピック決勝で22m90のシーズンベストをマークし優勝、オリンピック男子砲丸投史上初、男子陸上競技では7人目となる3連覇を成し遂げた。
このシーズンは腰、肘の故障に悩まされており、「復帰できるかどうかわからなかった。自分がいた場所に戻るには、多くのことが必要でした」と語っている。

## ベスト記録
| 種目   | 記録  | 年月日        | 場所             | 備考         |
| 屋外   | 屋外  | 屋外          | 屋外             | 屋外         |
| ------ | ----- | ------------- | ---------------- | ------------ |
| 砲丸投 | 23m56 | 2023年5月27日 | ロサンゼルス     | 世界記録     |
| 円盤投 | 63m90 | 2014年5月18日 | ラボック         |              |
| やり投 | 61m16 | 2009年5月23日 | ユージーン       |              |
| 室内   |       |               |                  |              |
| 砲丸投 | 22m82 | 2021年1月24日 | フェイエットビル | 室内世界記録 |

## 主な戦績
| 年   | 大会                     | 開催地           | 種目   | 順位   | 記録  | 備考               |
| ---- | ------------------------ | ---------------- | ------ | ------ | ----- | ------------------ |
| 2009 | 世界ユース選手権         | ブレッサノーネ   | 砲丸投 | 優勝   | 21m56 | 大会新記録（当時） |
| 2009 | 世界ユース選手権         | ブレッサノーネ   | 円盤投 | 準優勝 | 61m64 |                    |
| 2016 | オリンピック             | リオデジャネイロ | 砲丸投 | 優勝   | 22m52 | 大会新記録（当時） |
| 2017 | 世界選手権               | ロンドン         | 砲丸投 | 6位    | 21m20 |                    |
| 2018 | IAAFコンチネンタルカップ | オストラヴァ     | 砲丸投 | 5位    | 21m63 |                    |
| 2019 | 世界選手権               | ドーハ           | 砲丸投 | 準優勝 | 22m90 |                    |
| 2021 | オリンピック             | 東京             | 砲丸投 | 優勝   | 23m30 | 大会新記録         |
| 2022 | 世界室内選手権           | ベオグラード     | 砲丸投 | 準優勝 | 22m44 |                    |
| 2022 | 世界選手権               | ユージーン       | 砲丸投 | 優勝   | 22m94 | 大会新記録（当時） |
| 2023 | ロサンゼルスグランプリ   | ロサンゼルス     | 砲丸投 | 優勝   | 23m56 | 世界新記録         |
| 2023 | 世界選手権               | ブダペスト       | 砲丸投 | 優勝   | 23m51 | 大会新記録         |
| 2024 | 世界室内選手権           | グラスゴー       | 砲丸投 | 優勝   | 22m77 | 大会新記録         |
| 2024 | オリンピック             | パリ             | 砲丸投 | 優勝   | 22m90 |                    |

## 人物
2020年東京オリンピックで優勝した際、テレビカメラに向かって「Grandpa, We did it, 2020 Olympic Champion！（お爺ちゃん、やったよ、2020年オリンピックチャンピオンだ！）」と書かれた紙を掲げている。これは大会直前に亡くなった祖父へ向けたメッセージである。
男子円盤投選手のロジェ・ストナをコーチとして指導している。ストナは2024年パリオリンピックを大会新記録（70m00）で優勝しており、同大会において師弟揃って金メダルを獲得することとなった。
40ヤード走では4秒80を切る。ベンチプレスでは250kgが最高重量であり、225ポンド（約102kg）を50回連続で挙上することができる。その身体能力の高さが注目され、NFLチームのインディアナポリス・コルツからトライアウトのオファーを受けたことがある。
数字に強く、数学や数独パズルを得意としている。2016年に財政学の修士号を取得しており、将来的には金融コンサルティングの分野に携わることを考えているという。